# Liste lateinischer Phrasen/U

## Ubi
Ubi amor, ibi dolor.
„Wo Liebe ist, da ist auch Schmerz.“
Ubi bene, ibi patria.
„Wo es gut (schön) ist, ist Vaterland (Heimat).“ – Kurzversion zu „Patria est, ubicumque est bene“.
Ubi cadaver, ibi aquilae.
„Wo Aas ist, sind auch Geier.“ – Vulgärlateinisch aus der Bibel (Hiob 39,30; Matth. 24,28; Luk. 17,37).
Ubi caritas et amor, ibi deus est.
„Wo die Güte und die Liebe, da ist Gott.“
Andere Fassung: Ubi caritas est vera, ibi deus est.
„Wo wahrhaftige Liebe ist (oder: Wo die Liebe wahrhaftig ist), da ist Gott.“ – Alte lateinische Antiphon – der älteste Nachweis ist eine Handschrift aus dem 8. Jahrhundert, seit dem Mittelalter bis zur Liturgiereform des II. Vatikanums Begleitgesang zur Liturgie der Fußwaschung am Gründonnerstag, heute zur Gabenbereitung in der Messe vom letzten Abendmahl des Gründonnerstags.
Ubi dolor, ibi digitus.
„Wo der Schmerz ist, da legt man den Finger drauf.“
Ubi dubium, ibi libertas.
„Wo Zweifel ist, da ist Freiheit.“
Ubi enim sunt duo vel tres congregati in nomine meo, ibi sum in medio eorum.
„Denn wo zwei oder drei in meinem Namen versammelt sind, da bin ich mitten unter ihnen.“ – Vulgata, Matthäusevangelium 18,20.
Ubi est, mors, victoria tua? Ubi est, mors, stimulus tuus?
„Tod, wo ist dein Sieg? Tod, wo ist dein Stachel?“ – Zitat aus dem Ersten Brief des Paulus an die Korinther (1 Kor 15,55 ).
Ubi fides, ibi libertas.
„Wo Treue ist, da ist Freiheit.“ – Ambrosius von Mailand, Ep. LXXV,5.
Ubi iudicat, qui accusat, vis, non lex valet.
„Wo richtet, wer anklagt, gilt Gewalt, nicht Recht.“ – Maxime des Römischen Rechts, hier in der Formulierung von Publilius Syrus (Sentenzen U 30). Gleichbedeutend mit „Nemo simul actor et iudex.“ („Niemand [ist] gleichzeitig Kläger und Richter.“)
Ubi lex, ibi poena.
(Nur) „Wo ein Gesetz ist, da ist (auch) Strafe.“ – Man darf nur bestraft werden, wenn es ein entsprechendes Gesetz gibt.
Abwandlung von Nulla poena sine lege.
Ubi libertas, ibi patria.
„Wo Freiheit ist, da ist meine Heimat.“ – Motto von Carl Schurz, dem US-amerikanischen Politiker und Publizist deutscher Herkunft. Manchmal wird der Spruch auch dem US-Präsidenten Thomas Jefferson zugeschrieben.
Ubi mel, ibi apes.
„Wo Honig ist, da sind auch Bienen.“
Ubi non accusator, ibi non iudex.
„Wo kein Kläger, da kein Richter.“
Ubi panis, ibi patria.
„Wo Brot ist, da ist die Heimat.“
Ubi papa, ibi Roma.
„Wo der Papst ist, da ist Rom!“ – Hat seinen Ursprung in der Zeit der Vertreibung des Papstes aus Rom im Mittelalter. Damals saßen die Päpste eine Zeit lang unter anderem in Avignon, wo noch heute ein Papstpalast steht.
Ubi Primum.
„Sobald …“ – … es Gott gefällt, uns zu einer Obrigkeit zu erheben.
Ubi pus, ibi evacua.
„Wo Eiter ist, dort entleere ihn.“ – Eine dem Hippokrates zugeschriebene medizinische Anweisung, die heute noch gilt.
Ubi societas, ibi ius.
„Wo eine Gesellschaft ist, da ist Recht.“
Ubi solitudinem faciunt, pacem appellant.
„Wo sie eine Ödnis schaffen, nennen sie es Frieden.“ – Gaius Cornelius Tacitus, Agricola 30. (Vorwurf gegen die Römer in der Rede des Britanniers Calgacus)
Ubi sunt?
„Wo sind sie (geblieben)?“ – Der vollständige Topos lautet: „Ubi sunt qui ante nos in mundo fuere?“ („Wo sind sie [geblieben], die vor uns auf der Welt waren?“) Es handelt sich dabei um eine formelhafte Wendung in Predigten und der Dichtung des Mittelalters, die dazu diente, an Beispielen vergangener Macht oder Schönheit die Vergänglichkeit alles Irdischen in Erinnerung zu rufen.
Weiterhin ist der vollständige Topos ein Vers in der lateinischen Version des studentischen Liedes Gaudeamus igitur.

## Ululare
Ululare cum lupis
„Mit den Wölfen heulen“ – Aus einer Inschrift in Bonn

## Ululas
Ululas Athenas (portare)
„Eulen nach Athen tragen“ – Die Wendung steht für eine überflüssige Tätigkeit. Sie geht auf den Dichter Aristophanes zurück, der den Ausspruch in seiner satirischen Komödie „Die Vögel“ prägte. Griechisch heißt es „γλαῦκ’ Ἀθήναζ’“ (glauk’ Athēnaz’ – bei Aristophanes) oder „γλαῦκ’ εἰς Ἀθήνας“ (glauk’ eis Athēnās – bei Cicero und Erasmus von Rotterdam).

## Ultima

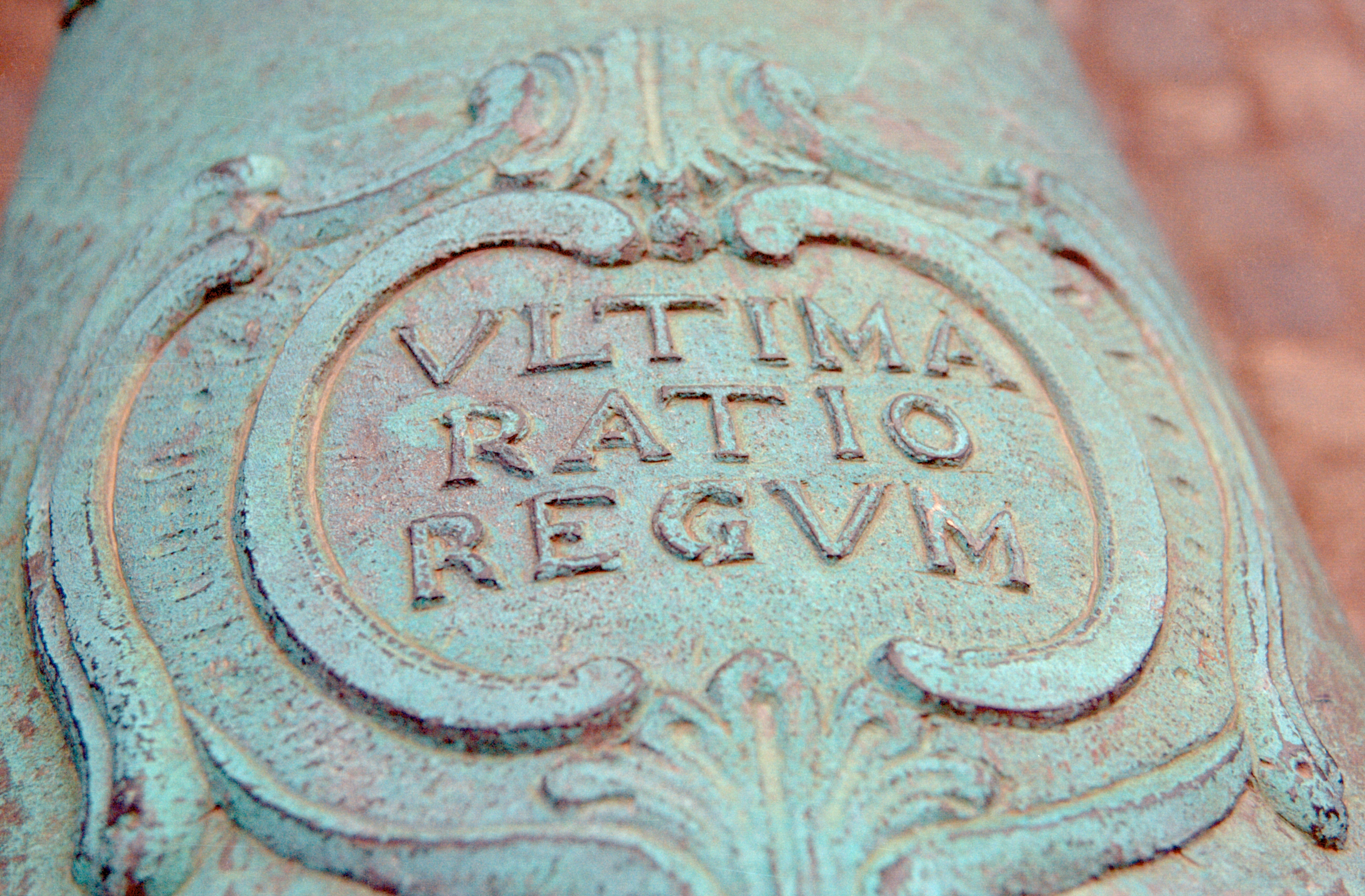
Ultima Ratio Regum auf einer Kanone

Ultima (hora) latet.
„Die letzte (Stunde) ist verborgen.“
Ultima ratio
„Letztes Argument“ – Der letzte Ausweg. Ludwig XIV., König von Frankreich, ließ „Ultima Ratio Regum“ („Das letzte Mittel der Könige“) auf den Kanonen seiner Armeen anbringen.
Ultima Thule
„Das äußerste (ist) Thule“ – Thule war der Begriff für das Ende der Welt.

## Ultimus
Ultimus finis bonorum
„Das letzte Ziel aller Güter“

## Ultra
Ultra posse nemo obligatur.
„Über sein Können hinaus ist niemand verpflichtet.“
Ultra vires nemo obligatur.
„Über seine Kräfte hinaus ist niemand verpflichtet.“ – Diese römischen Rechtsmaximen beziehen sich nicht auf private, sondern auf gesetzlich begründete Verpflichtungen. (Siehe auch: Ultra-vires-Akt)

## Umbra

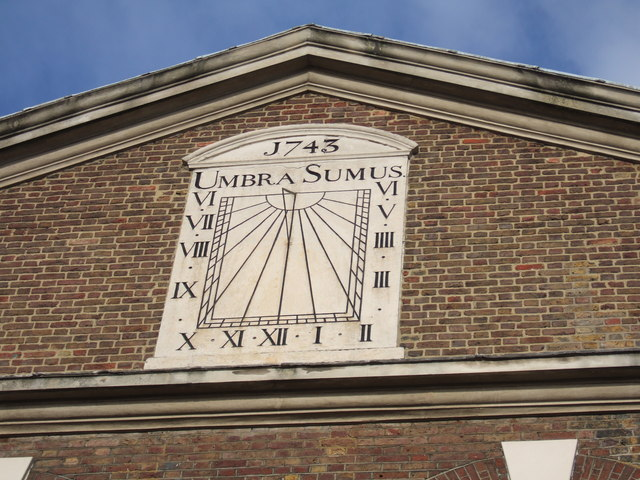
„Umbra Sumus“ auf einer englischen Sonnenuhr von 1748

Umbra et imaginibus utimur.
„Wir verwenden Schatten und Abbilder.“ – Cicero, de officiis 3,69.
Aus dem Kontext ergibt sich das Gemeinte: „Vom wahren Recht und der wirklichen Gerechtigkeit haben wir keine verlässliche und genaue Vorstellung, sondern verwenden Umriss (umbra) und Bilder (imaginibus). Wenn wir doch diesen folgen würden!“
Umbram suam metuere
„Seinen eigenen Schatten fürchten“
Umbra sumus.
„Wir sind Schatten.“ – Verkürzung aus den Oden des Dichters Horaz: „Pulvis et umbra sumus.“ (Wir sind Staub und Schatten.)

## Una
Una domus non alit duos canes.
„Ein Haus ernährt nicht zwei Hunde.“
Una hirundo non facit ver.
„Eine Schwalbe macht keinen Frühling.“ – Diese sprichwörtliche Redewendung stammt aus einer Fabel Äsops. Dort verkauft ein verschwenderischer junger Mann seinen Mantel, als er die erste Schwalbe im Frühjahr heimkehren sah. Als es aber dann noch einmal so kalt wurde, dass die Schwalbe erfror, schimpfte er über die Schwalbe. Im griechischen Original heißt es:
„Μία χελιδὼν ἔαρ οὐ ποιεῖ.“ (Mia chelidōn ear ou poiei.)
„Eine Schwalbe macht keinen Frühling (und auch nicht ein Tag)“; dieser Text stammt von Aristoteles [Nikomachische Ethik: Buch I 1098a 7.]
Una salus victis nullam sperare salutem.
„Ein Heil bleibt den Besiegten allein, kein Heil mehr zu hoffen!“ – Zitat aus der Äneis des römischen Dichters Vergil (II, 354).
Una tua.
„Eine ist deine.“ – Dieser Spruch, der sich oft auf Sonnenuhren findet, soll bedeuten: „Una nostrum ultima tua“ („Eine unserer Stunden wird deine letzte sein“).
Una voce
„Mit einer Stimme“ – Zitat aus den Werken des römischen Politikers, Schriftstellers und Philosophen Cicero.
Ende einiger Präfationen in der katholischen Heiligen Messe: [angeli et archangeli] una voce dicentes „[Engel und Erzengel,] die wie aus einem Munde rufen“.
Die Una-Voce-Bewegung ist eine Bewegung in der römisch-katholischen Kirche, die sich für die Rücknahme der Liturgiereformen des Zweiten Vatikanischen Konzils und die allgemeine Wiedereinführung der Messe in tridentinischem Ritus einsetzt.

## Undique
Undique ad inferos tantundem viae est.
„Von überallher ist es gleich weit zur Unterwelt.“ – Antwort des griechischen Philosophen Anaxagoras auf die Frage, ob er nach dem Tod in seine Vaterstadt Klazomenai übergeführt werden wolle

## Unita
Unita durant.
„Vereintes überdauert.“ – Wappenspruch der Sälzer der Stadt Salzkotten.

## Unus
Unus multorum
„Einer von vielen“ – Eine zufällige Person (Horaz)
Unus papa Romae, unus portus Anconae, una turris Cremonae, una ceres Raconae.
„Ein Papst in Rom, ein Hafen in Ancona, ein Turm in Kremun, ein Bier in Rakonitz.“ – Motto der Brauerei in Rakovník (früher Rakonitz)
Unus pro omnibus, omnes pro uno
„Einer für alle, alle für einen“ – Wahlspruch der Schweiz.

## Urbem
Urbem Romam a principio reges habuere. Libertatem et consulatum L. Brutus instituit.
„Die Stadt Rom hatten vom Anfang an Könige in ihrer Gewalt. Freiheit und Konsulat richtete L. Brutus ein.“ – Anfang der Annalen des Tacitus.
Die Tatsache, dass der erste Satz ein Hexameter ist, soll vielleicht darauf verweisen, dass die frühe Überlieferung über Gründung und Königszeit im Wesentlichen mythischen und poetischen Charakters ist.
Urbem venalem et mature perituram, si emptorem invenerit.
„Eine käufliche Stadt, die reif ist, zu Grunde zu gehen, wenn sie einen Käufer findet.“ – Jugurthas Kommentar über die Stadt Rom

## Urbi

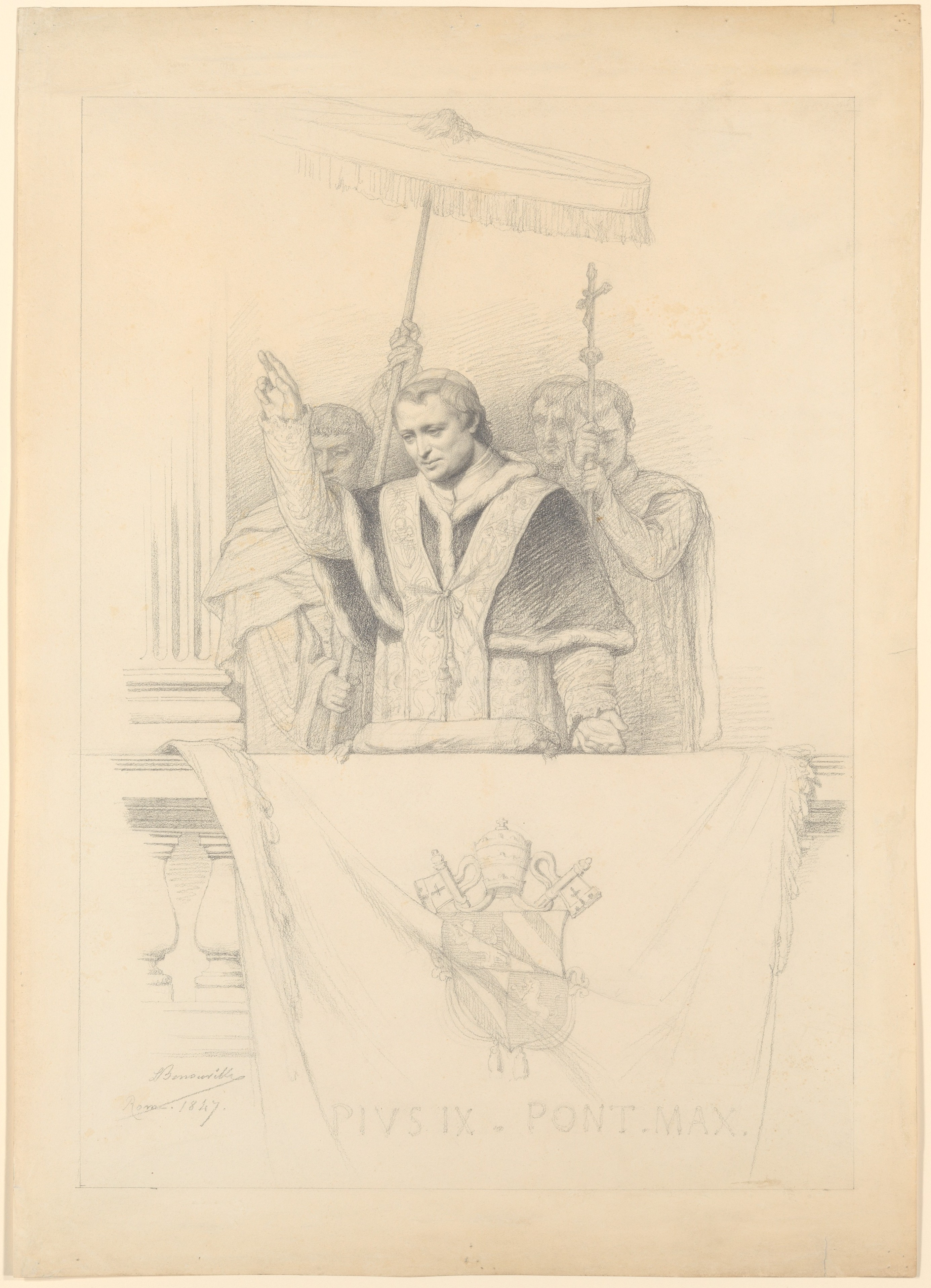
Léon Benouville: Papst Pius IX. erteilt den Segen Urbi et Orbi (ca. 1835)

Urbi et orbi
„Für die Stadt (Rom) und den Erdkreis“ – Standardeinleitung römischer Proklamationen. Das Ritual des päpstlichen Segens Urbi et Orbi entwickelte sich im 13. Jahrhundert und geht wohl auf die Investitur des neuen Papstes mit den folgenden Worten zurück: „Investio te de Papatu Romano, ut praesis urbi et orbi“ („Ich bekleide dich mit der römischen Papstwürde, auf dass du der Stadt und dem Erdkreise vorstehest“).

## Urbs
Urbs aeterna
„Die ewige Stadt“ – Die Stadt Rom laut Tibull, vergleiche Roma aeterna.
Urbs venalis
„Käufliche Stadt“ – Vergleiche „Urbem venalem et mature perituram, si emptorem invenerit.“

## Usque
Usque ad aras
„Bis zu den Altären“ – Glaubensdinge ausgenommen.
Usque ad finem
„Bis zum Ende“ – Bis zuletzt. Bis zum bitteren Ende.

## Usus
Usus magister est optimus.
„Gewohnheit ist der beste Lehrer.“ – Erfahrung ist der beste Lehrmeister (Cicero).
Usus tyrannus.
„Der Brauch ist ein Tyrann.“  Macht der Gewohnheit, laut Horaz.

## Ut/Utque

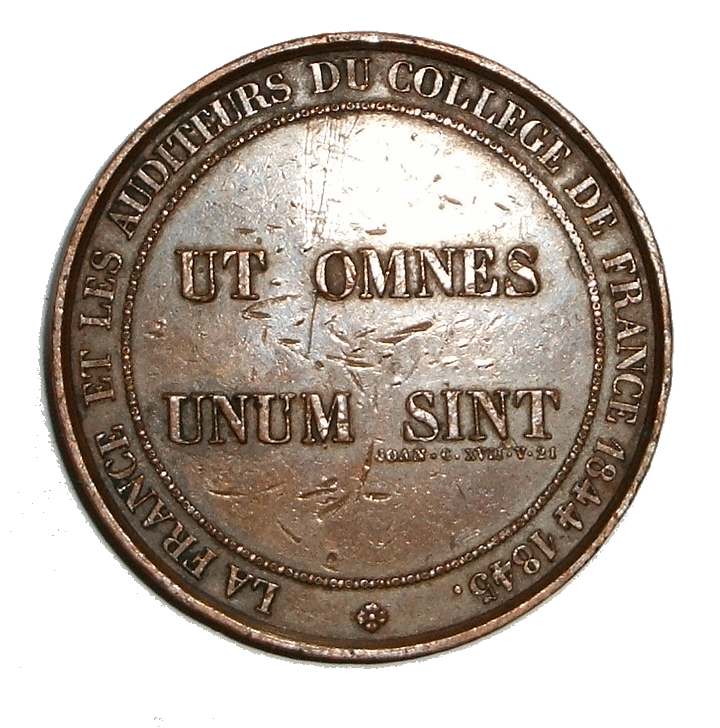
Ut omnes unum sint: Münze des Collège de France, 1845

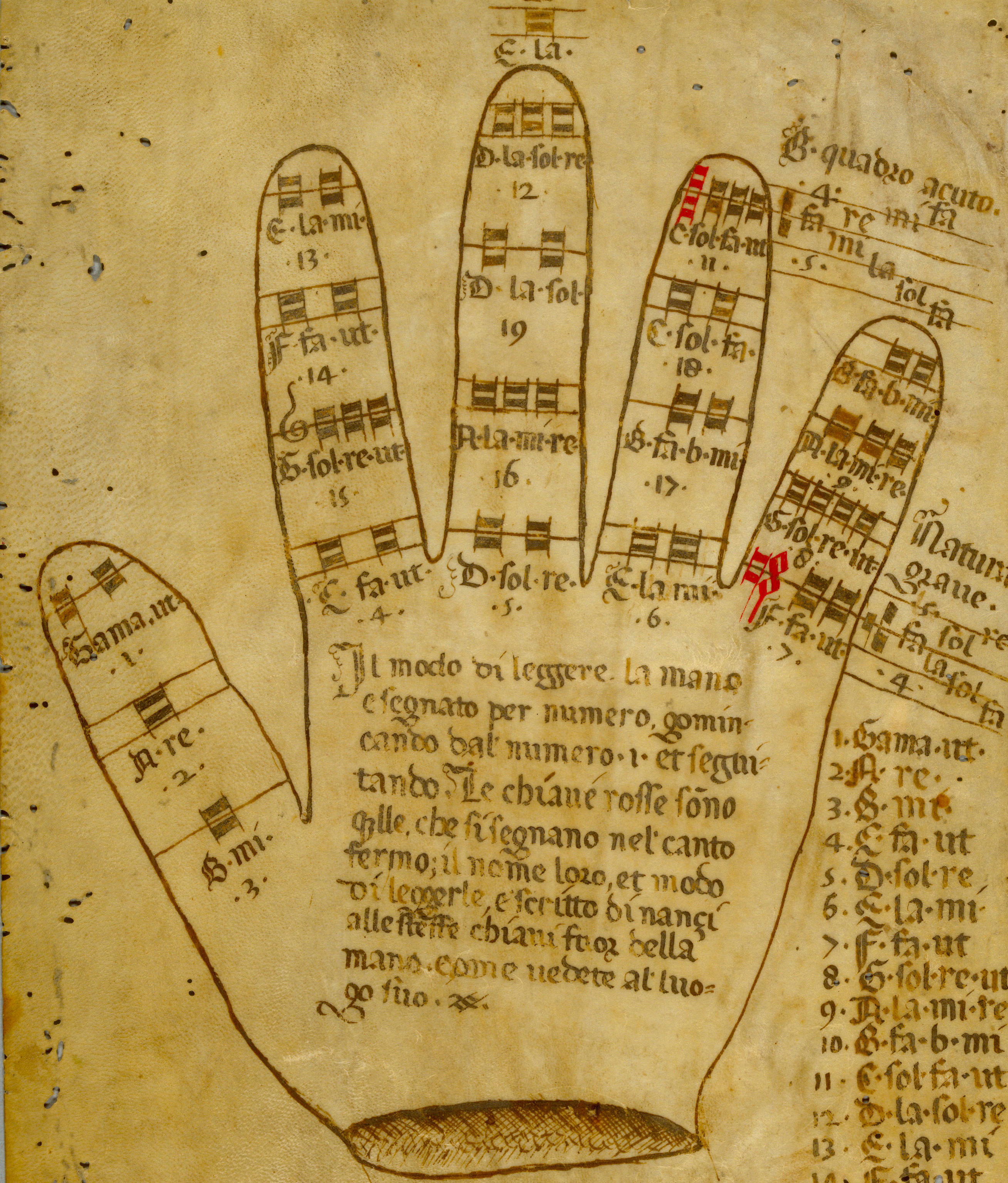
Guidonische Hand mit den Silben Ut, Re, Mi, Fa, Sol, La

Ut aliquid fiat
„Damit irgendwas geschieht“ – Ärztesprache: eine Therapie, die nur eingesetzt wird, weil man mit seinem Latein am Ende ist.
Ut aliquid fieri videatur
„Um es so aussehen zu lassen, es werde etwas getan“ – Ärztesprache: eine Therapie, die nur eingesetzt wird, weil man mit seinem Latein am Ende ist.
Ut ameris, amabilis esto.
„Damit du geliebt werdest, sollst du liebenswürdig sein.“ – Zitat aus Ars amatoria 2,107 des Dichters Ovid.
Ut biberent, quando esse nollent
Ut biberent, quoniam esse nollent
„Damit sie trinken, da sie ja nicht essen wollten“ – aus einer von Sueton (Vita Tiberi, 2.2; Variante mit quando) und Cicero (De Natura Deorum, 2.3; Variante mit quoniam) berichteten Geschichte. Der römische Admiral Publius Claudius Pulcher habe das kurz vor der Schlacht von Drepana gesagt, als er die heiligen Hühner über Bord warf, die sich geweigert hatten, das angebotene Futter zu essen – ein unwillkommenes böses Omen. Zitiert wird der Satz daher im Sinne: „Wenn sie nicht tun, was von ihnen erwartet wird, müssen sie die Folgen tragen.“
Ut desint vires, tamen est laudanda voluntas.
„Wenn auch die Kräfte fehlen, ist der Wille dennoch zu loben.“ – Zitat aus den Epistulae ex Ponto (III, 4, 79.) des Dichters Ovid.
Ut fragilis glacies interit ira mora.
„Wie brüchiges Eis vergeht der Zorn mit dem Aufschub.“ – Zitat aus den Werken des Dichters Ovid.
Ut impleatur domus mea
„Auf dass mein Haus voll werde“ – Zitat aus dem Neuen Testament.
Ut in omnibus glorificetur Deus
„Auf dass in allem Gott verherrlicht werde“ – Wahlspruch der Benediktiner; Abkürzung: U.I.O.G.D.
Ut infra
„Wie unten“ – bei Schriftstücken und Büchern.
Ut omnes unum sint
„Dass alle eins seien“ – Leitwort der Johannes Gutenberg-Universität Mainz; wohl in Anlehnung an Johannes 17,11 („ut sint unum“).
Ut pictura poesis
„Wie die Malerei so die Poesie“.
Ut queant laxis
„Auf dass mit lockeren …“ – Mit Hilfe des Johannes-Hymnus lehrte Guido von Arezzo seine Gesangsschüler das Memorieren der Töne. Aus den Anfangsbuchstaben der Zeilen wurden die Solmisationssilben Ut, Re, Mi, Fa, Sol, La.
Ut quimus, aiunt, quando ut volumus non licet.
„Geht’s nicht, wie man wünscht, so lebt man, wie’s eben geht.“ – Terenz, Andria, 805
Ut retro
„Wie umseitig“ oder „wie auf der Rückseite“
Ut scuto bonae voluntatis tuae coronasti eum.
„Wie mit einem Schild deckst du ihn (gemeint: den Gerechten) mit deiner Gnade.“ Psalm 5.13
Ut sementem feceris, ita metes.
„Wie du säst, so wirst du ernten.“ – Zitat aus den Werken Ciceros.
Ut sit finis litium.
„Damit ein Ende des Streits sei.“
Ut spectent, veniunt, spectentur ut ipsae.
„Sie kommen zum Zuschauen, (und) damit sie selbst gesehen werden.“ – Ovid gibt in seiner Ars amatoria den Rat, dass man im Theater gut Bekanntschaften machen kann, denn die Frauen kämen nicht nur, um das Schauspiel anzuschauen, sondern auch, um selbst gesehen zu werden. Im Originalwortlaut heißt es: „Spectatum veniunt, veniunt spectentur ut ipsae“.
Ut supra
„Wie oben“

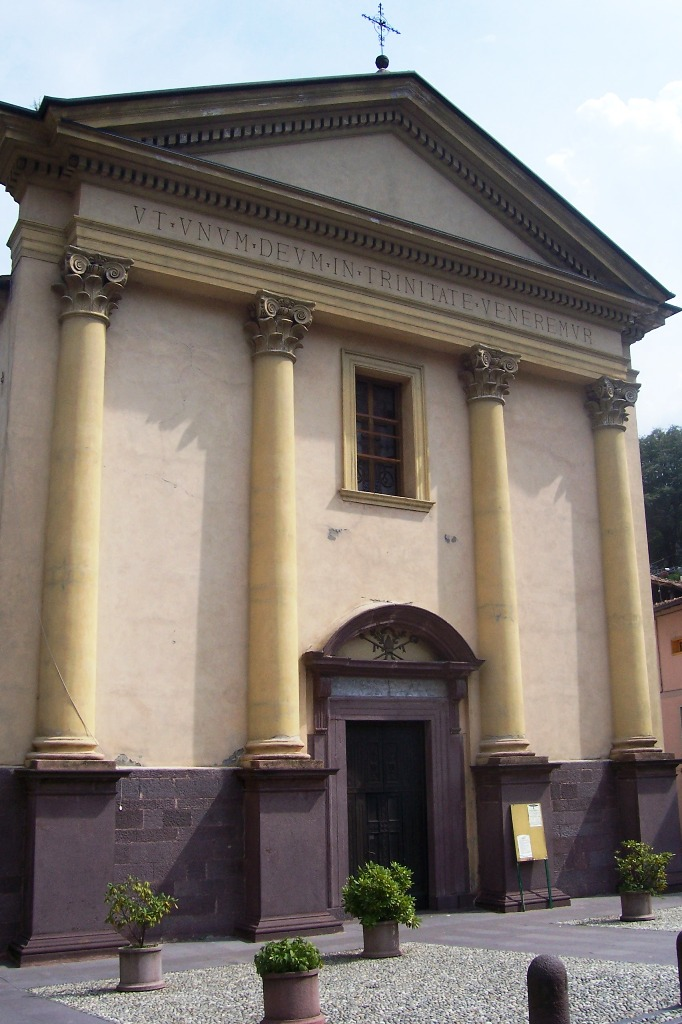
Ut unum Deum in Trinitate veneremur an einer Kirche in Gorzone (Darfo Boario Terme)

Ut unum Deum in Trinitate veneremur.
„Dass wir einen Gott in der Dreifaltigkeit verehren.“ – Athanasisches Glaubensbekenntnis: „Fides autem catholica haec est: ut unum Deum in Trinitate, et Trinitatem in unitate veneremur.“ („Dies aber ist der katholische Glaube: Wir verehren den einen Gott in der Dreifaltigkeit und die Dreifaltigkeit in der Einheit.“)
Ut unum sint
„Dass sie eins seien“ – Enzyklika des Papstes Johannes Paul II., mit der er die Ökumene und den Wunsch nach der Einheit aller Christen bekräftigte.
Utque antehac flagitiis ita tunc legibus laborabatur.
„Wie man zuvor an den Verbrechen litt, so litt man dann an den Gesetzen.“ – Früher litten wir an Verbrechen, heute leiden wir an Gesetzen.
Zitat aus den Annalen des Tacitus, (Annalen 3, 25).

## Utendum
Utendum est aetate, cito pede labitur aetas.
„Man muss die Zeit nutzen, schnellen Fußes enteilt sie.“ – Ovid, Ars amatoria 3,65

## Uti
Uti possidetis
„Wie ihr es besitzt“ – Doktrin im Völkerrecht, der zufolge in einem Krieg gewonnene oder verlorene Gebiete auch nach Ende der Kampfhandlungen im Besitz ihres Eroberers bleiben, sofern nicht ein Friedensvertrag ausdrücklich anderes vereinbart.